# Operazioni Kinetic e Assault
Le operazioni Kinetc e Assault furono i nomi in codice dati a una campagna di attacchi navali intrapresa dalla Royal Navy britannica lungo le coste del Golfo di Biscaglia tra il 31 luglio e il 16 settembre 1944, nell'ambito degli scontri della più ampia battaglia di Normandia della seconda guerra mondiale. Scopo della campagna era quello di intercettare e interrompere il traffico navale gestito dalla Kriegsmarine tedesca nel golfo a sostegno delle piazzeforti qui collocate, nonché di impedire la fuga delle unità tedesche dopo lo sfondamento del fronte in Normandia avvenuto a seguito della vittoriosa operazione Cobra statunitense.
Le due operazioni (in pratica l'una continuazione dell'altra) videro gruppi di incrociatori e cacciatorpediniere britannici (ma anche canadesi e polacchi) del comando navale di Plymouth compiere incursioni diurne e notturne lungo le rotte più trafficate dai convogli tedeschi lungo la costa occidentale della Francia, culminate in vari scontri tra navi di superficie; anche il Coastal Command della Royal Air Force contribuì alle operazioni sferrando attacchi aerei alle navi tedesche. L'operazione fu poi sospesa alla metà di settembre 1944, dopo la ritirata di gran parte delle forze tedesche dalle coste del Golfo di Biscaglia sotto i colpi delle offensive degli Alleati in Francia; senza in pratica subire perdite, la Royal Navy annientò quasi completamente la presenza navale tedesca nel golfo, contribuendo al blocco dei porti francesi rimasti in mano alla Wehrmacht.

## Antefatti

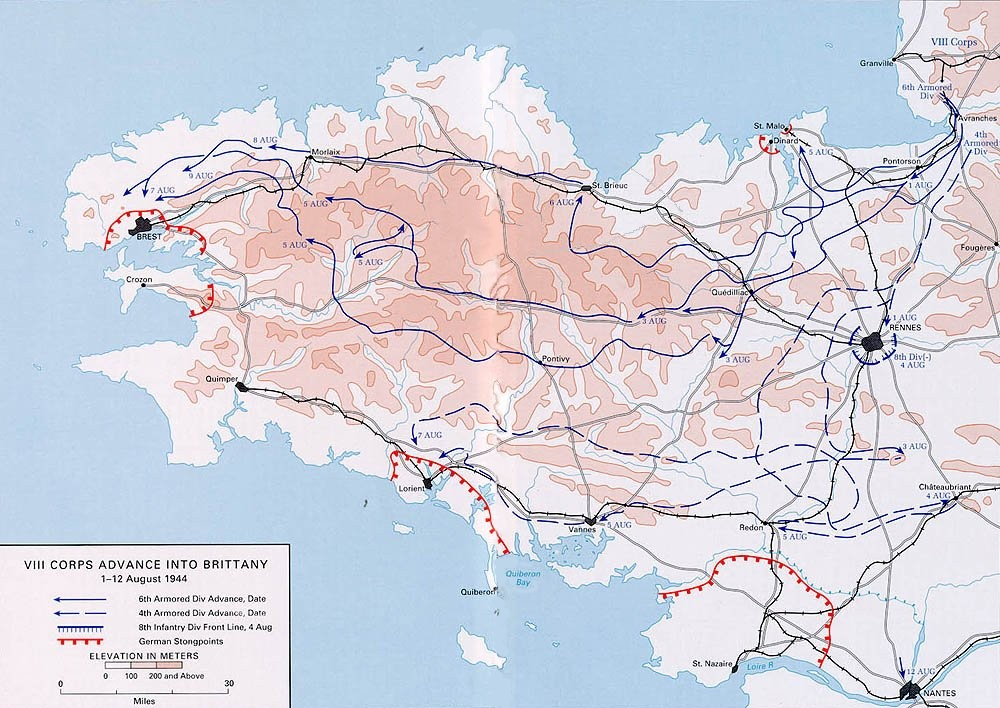
Carta della Bretagna con indicate le direttrici di avanzata delle forze statunitensi nell'agosto 1944; le linee rosse indicano il perimetro delle "fortezze" tedesche proclamate da Hitler

Tra il 25 e il 30 luglio 1944 una massiccia offensiva da parte delle forze statunitensi (operazione Cobra) portò all'apertura di una breccia all'estremità occidentale del fronte tedesco in Normandia, stabilito dopo lo sbarco dei reparti alleati il 6 giugno precedente: dopo quasi di due mesi di duri combattimenti nel difficile teatro delle campagne normanne che avevano visto solo una lenta avanzata del fronte, gli Alleati avevano finalmente ottenuto lo sfondamento decisivo per consentire alle loro superiori forze meccanizzate di avanzare in profondità nell'interno della Francia. La Third United States Army del generale George Smith Patton fu subito incaricata di sfruttare il successo dell'operazione Cobra: piegando verso ovest da Avranches, le forze di Patton dovevano avanzare a fondo e occupare l'intera penisola della Bretagna, di importanza strategica per gli Alleati e secondo più importante obiettivo dell'operazione Overlord dopo la creazione della testa di ponte in Normandia. Con il porto di Cherbourg, catturato dagli statunitensi il 1º luglio seguente, ancora inservibile a causa delle demolizioni causate dai tedeschi prima di arrendersi, i rifornimenti per le forze alleate dipendevano ancora dal porto artificiale (Mulberry Harbour) allestito lungo le coste normanne ad Arromanches-les-Bains subito dopo lo sbarco, capace tuttavia di garantire solo il 75% del flusso richiesto: assicurarsi il controllo dei grandi porti bretoni, nonché della Baia di Quiberon dove si contava di allestire un altro porto artificiale, era quindi vitale per garantire l'afflusso di truppe e rifornimenti necessari a ulteriori avanzate in Francia.
Con le avanguardie statunitensi già a Rennes e il fronte tedesco in Bretagna in pieno disfacimento, il 2 agosto Adolf Hitler emanò uno specifico ordine perché i porti bretoni di Brest, Saint-Malo e Lorient, unitamente agli scali di Saint-Nazaire, La Rochelle e Bordeaux più a sud lungo la costa del Golfo di Biscaglia venissero trasformati in "fortezze" e difesi fino all'ultimo uomo dalle locali guarnigioni tedesche. Oltre che per gli Alleati i porti bretoni erano importanti anche per i tedeschi: sin dalla loro occupazione nel 1940, questi scali erano stati trasformati in basi avanzate per la flotta di sommergibili tedeschi (U-Boot) impegnata ad attaccare i convogli di rifornimento degli Alleati nell'oceano Atlantico, e ancora nell'agosto 1944 erano 53 gli U-Boot dislocati nella Francia occidentale; perdere i porti del Golfo di Biscaglia avrebbe obbligato gli U-Boot a raggiungere l'Atlantico partendo dalle basi in Germania e Norvegia, allungando il percorso ed esponendosi ancora di più alle azioni anti-sommergibili degli Alleati.
I porti avevano anche una considerevole importanza logistica per i tedeschi. Lo sbarco in Normandia era stato preceduto da un'intesa campagna di attacchi aerei e della Resistenza francese contro le linee ferroviarie e i ponti più importanti in tutta la Francia, mandando nel caos i trasporti su terra; i tedeschi ripiegarono quindi per il trasporto di truppe e rifornimenti sull'organizzazione di una serie di convogli navali lungo la costa del Golfo di Biscaglia, dove le navi potevano sfruttare come protezione la linea costiera frastagliata e rocciosa, gli sbarramenti difensivi di mine navali e le numerose postazioni di radar e artiglieria costiera allestite dai tedeschi in funzione anti-sbarco, presenti in concentrazione anche maggiore della Normandia. Nell'eventualità ormai certa che le guarnigioni dei porti bretoni venissero tagliate fuori e isolate dalle forze statunitensi, questi convogli sarebbero rimasti la loro unica fonte di approvvigionamenti per prolungarne la resistenza secondo i voleri di Hitler. A parte l'artiglieria costiera, il Comando navale tedesco per l'Ovest (Marinegruppenkommando West) dell'ammiraglio Theodor Krancke aveva tuttavia pochi mezzi per difendere i convogli: nell'agosto 1944 erano rimasti solo quattro cacciatorpediniere a Brest, per quanto la Kriegsmarine potesse mettere in campo alcune decine di mezzi di scorta più piccoli quali dragamine, pattugliatori e pescherecci armati.
Sul finire del luglio 1944, mentre gli statunitensi si accingevano a entrare in Bretagna da est, il comando della Royal Navy iniziò a progettare delle operazioni navali di supporto all'avanzata della Third Army di Patton lungo le coste del Golfo di Biscaglia, a guisa di "incudine" verso cui avanzava il "martello" rappresentato dagli statunitensi. Lo scopo di queste operazioni era duplice: da un lato, le forze navali alleate dovevano impedire il trasferimento degli U-Boot tedeschi dai porti bretoni ora minacciati agli ancora sicuri scali portuali nel sud-ovest della Francia, se non proprio a impedire una ritirata generale dei sommergibili della Kriegsmarine alla volta delle basi in Norvegia e Germania. In secondo luogo, le forze navali alleate dovevano neutralizzare le rimanenti forze di superficie della Kriegsmarine nel Golfo di Biscaglia, imporre il blocco navale ai porti francesi e interrompere il sistema di convogli di rifornimento dei tedeschi: questo avrebbe tagliato i rifornimenti alle guarnigioni tedesche, come pure impedito loro di evacuare via mare le truppe accerchiate dall'avanzata degli statunitensi. L'azione, nome in codice "operazione Kinetic", fu quindi affidata alla responsabilità del Comando navale di Plymouth dell'ammiraglio Ralph Leatham, rafforzato per l'occasione da una considerevole forza di unità di superficie: gli incrociatori del 10th Cruiser Squadron distaccato dalla Home Fleet, e i cacciatorpediniere della 10th Destroyer Flotilla composta da unità britanniche, canadesi e polacche. Supporto aereo sarebbe venuto dai velivoli della portaerei di scorta HMS Striker, distaccata a Plymouth appositamente per l'operazione, nonché dai velivoli di base a terra del Coastal Command della RAF, agli ordini del maresciallo dell'aria Sholto Douglas.

## L'operazione

### Operazione Kinetic - prima fase

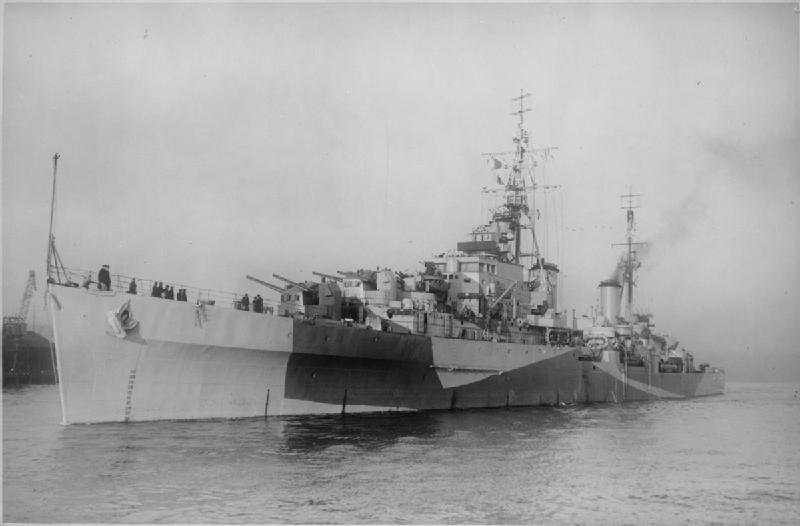
L'incrociatore britannico Diadem in una foto del gennaio 1944

L'operazione Kinetic prese il via nel pomeriggio del 31 luglio, quando l'ammiraglio Frederick Dalrymple-Hamilton lasciò Plymouth al comando di una vasta formazione, designata come "Force 26" e comprendente gli incrociatori HMS Diadem e HMS Bellona e sei cacciatorpediniere: HMS Tartar e HMS Ashanti (britannici), HMCS Haida e HMCS Huron (canadesi), ORP Błyskawica e ORP Piorun (polacchi); la portaerei Striker, scortata da altri tre cacciatorpediniere canadesi, forniva supporto a distanza. La Force 26 rimase a incrociare la largo delle coste francesi del Golfo di Biscaglia fino al pomeriggio del 2 agosto, ma nonostante l'assistenza della ricognizione aerea gli Alleati non individuarono alcun bersaglio da attaccare e rientrarono quindi a Plymouth a mani vuote la mattina del 3 agosto. Dalrymple-Hamilton riprese il mare la mattina del 4 agosto con il Diadem e i cacciatorpediniere Tartar, Ashanti, Haida e HMCS Iroquois per pattugliare le acque comprese tra il banco di Chaussée de Sein a nord e l'isola di Belle Île a sud, ma l'operazione fu poi annullata e la forza rientrò a Plymouth nelle prime ore del 5 agosto senza aver incontrato navi nemiche.
Questi primi colpi a vuoto furono tuttavia subito seguiti da un successo. L'avanzata statunitense in direzione di Brest portò i tedeschi a ordinare l'evacuazione dalla città di tutto il personale non necessario alla difesa, e l'aumento del traffico navale dovuto a ciò non sfuggì all'attenzione degli Alleati. Sotto la guida del capitano Charles Norris, la Force 26 salpò nuovamente da Plymouth nella tarda mattinata del 5 agosto con l'incrociatore Bellona e i cacciatorpediniere Tartar, Ashanti, Haida e Iroquois, dirigendo a sud verso una zona di pattugliamento compresa tra le isole di Belle Île a nord e L'Île-d'Yeu a sud. Un minuto dopo la mezzanotte del 6 agosto, le navi alleate stabilirono un contatto radar con un convoglio tedesco a nord-ovest di Île-d'Yeu, composto da quattro navi da trasporto e tre o quattro unità di scorta e diretto a sud verso Saint-Nazaire con a bordo circa 800 o 900 specialisti delle unità sommergibilistiche evacuati dalla Bretagna; la formazione anglo-canadese era stata a sua volta rilevata dalle stazioni radar sulla costa della Francia, ma questo non aveva spinto il comando tedesco a richiamare il convoglio. Muovendo furtivamente, Norris riuscì a frapporsi tra il convoglio e la costa, lanciando un attacco a sorpresa alle 00:34 da una direzione inaspettata per i tedeschi. Mentre il Bellona sparava proiettili illuminati, i cacciatorpediniere si fecero sotto bersagliando le navi tedesche con i loro cannoni, continuando a dare la caccia al nemico per le successive due ore; il convoglio fu quasi completamente annientato, con solo una nave che riuscì a fuggire in direzione della costa: vennero affondate una grossa nave posacavi, due piccole navi da trasporto, due dragamine e uno o due pescherecci armati. La Force 26 rimase a incrociare in zona e, alle 03:30 stabilì un altro contatto radar con un convoglio di quattro o cinque navi tedesche, possibilmente dragamine, in navigazione verso sud al largo di Belle Île; questo convoglio era tuttavia più veloce del precedente e riuscì a portarsi rapidamente sotto la protezione dei campi minati e dell'artiglieria costiera tedesca dopo aver incassato solo qualche colpo di cannone. Nel corso di questo secondo scontro un cannone del cacciatorpediniere Haida esplose accidentalmente, uccidendo due marinai canadesi e ferendone altrettanti; erroneamente informato della presenza di motosiluranti tedesche in zona e con l'alba ormai prossima, Norris ordinò la ritirata e la Force 26 fece quindi ritorno a Plymouth nel pomeriggio del 6 agosto.
Nel pomeriggio del 7 agosto Norris tornò in mare con il Bellona e i cacciatorpediniere HMS Onslow, HMS Ursa e Piorun, sostituiti poi in mare due giorni più tardi dai cacciatorpediniere Ashanti, Tartar e Iroquois. La forza pattugliò le acque del Golfo della Biscaglia tra il banco di Chaussée de Sein e l'estuario della Gironda fino alla mattina dell'11 agosto, ma non entrò in contatto con navi nemiche; nel corso di questa sortita il Bellona bombardò con i suoi grossi calibri delle postazioni radar tedesche su Belle Île, mentre il Tartar e lo Onslow furono sfiorati senza danni da colpi dei cannoni costieri tedeschi. Più successo ebbero invece le sortite dei velivoli del Coastal Command britannico: l'8 agosto, nelle acque a nord di Île-d'Yeu, i cacciabombardieri Bristol Beaufighter del No. 19 Group RAF attaccarono un convoglio tedesco di quattro dragamine, affondandoli tutti. Nel pomeriggio del 10 agosto il Diadem lasciò Plymouth con la scorta dei cacciatorpediniere Onslow e Piorun, spingendosi fino alle acque a sud dell'estuario della Gironda per poi risalire verso nord; durante la notte dell'11 agosto la formazione fu attaccata con una bomba planante sganciata da un bombardiere Dornier Do 217 tedesco, la quale tuttavia finì in mare senza danni nelle vicinanze del Diadem. Dopo un incidente di fuoco amico la mattina del 12 agosto, nel corso del quale lo Onslow abbatté per errore un bombardiere alleato, quello stesso pomeriggio la formazione britannica diresse verso un piccolo convoglio tedesco attaccato dai Beaufighter del No. 19 Group al largo dell'isola di Ré: i cacciabombardieri della RAF mandarono a picco un peschereccio armato, mentre il cacciatorpediniere Piorun diede il colpo di grazia a un grosso Sperrbrecher tedesco già danneggiato dagli attacchi aerei. Dopo aver recuperato l'equipaggio di un Beaufighter costretto all'ammaraggio, le navi britanniche rientrarono quindi a Plymouth la mattina del 14 agosto.

### Operazione Kinetic - seconda fase

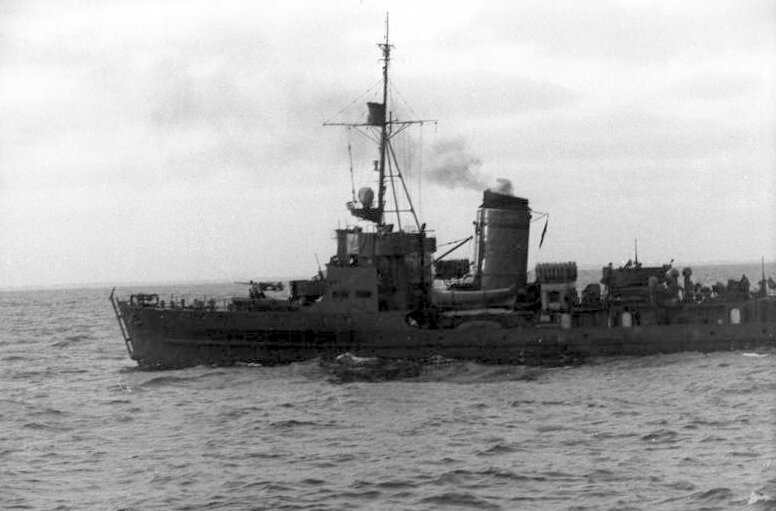
Un dragamine tedesco in navigazione al largo delle coste francesi

L'interruzione dei collegamenti terrestri tra la Bretagna e il resto della Francia, data dall'avanzata della Third Army statunitense, costrinse le forze della Wehrmacht nella penisola a servirsi sempre di più delle comunicazioni radio per mantenere il contatto con il quartier generale tedesco in Francia a Parigi; le comunicazioni radio tedesche erano tuttavia vulnerabili alle intercettazioni del sistema "Ultra" britannico, e questo aumento del traffico radio finì con il fornire agli Alleati informazioni più precise sui movimenti navali tedeschi al largo della penisola. Le forze del Comando di Plymouth impegnate nell'operazione Kinetic furono quindi riorganizzate in tre raggruppamenti principali facenti capo ad altrettanti incrociatori con la loro scorta di cacciatorpediniere: la Force 26 con il Bellona, la Force 27 con l'appena sopraggiunto HMS Mauritius e la Force 28 con il Diadem.
Al comando del capitano W.W. Davis, la Force 27 lasciò Plymouth la mattina del 13 agosto con il Mauritius e i cacciatorpediniere Ursa e Iroquois; durante la notte tra il 13 e il 14 agosto la forza pattugliò le acque comprese tra Belle Île e Les Sables-d'Olonne, ma l'unica nave che incontrò fu un peschereccio francese. Davis si discostò dalla procedura standard del Comando di Plymouth, e durante le ore di luce tenne le sue navi sotto la linea dell'orizzonte in modo che non fossero visibili dalla costa, per poi serrare le distanze e tornare a incrociare le rotte più trafficate durante le ore notturne; dopo essersi avvicinato all'estuario della Gironda nelle ultime ore del 14 agosto, la Force 27 risalì quindi verso nord in direzione dell'Île-d'Yeu. Intorno alle 02:00 del 15 agosto i radar delle unità anglo-canadesi ottennero un contatto a sud di Les Sables-d'Olonne su un piccolo convoglio tedesco che procedeva verso meridione, composto dalla nave appoggio idrovolanti Richtofen scortata dalla torpediniera T24 e da un dragamine; serrate le distanze, un'ora più tardi i cacciatorpediniere iniziarono l'attacco mentre il Mauritius sparava proiettili illuminanti sulla scena. La T24 era una veterana delle operazioni di scorta al largo delle coste francesi, e si difese bene: stese una cortina fumogena per coprire la Richtofen, e contrattaccò lanciando una salva di siluri prima di ritirarsi verso la costa. I tedeschi avevano varie batterie di artiglieria pesante a Les Sables-d'Olonne e sulla vicina isola di Ré, le quali aprirono un intenso fuoco sulle navi della Force 27; Davis dovette infine ordinare la ritirata mentre il convoglio tedesco si rifugiava a La Rochelle, anche se il dragamine fu costretto a spiaggiarsi mentre tanto la Richtofen quanto la T24 riportarono danni a bordo a causa delle cannonate alleate. Lo scontro non era finito: Davis riunì le sue navi e diresse verso nord, incontrando intorno alle 04:45 una piccola petroliera che fu cannoneggiata finché non andò a incagliarsi sulla costa poco a nord di Les Sables-d'Olonne in preda alle fiamme. Un'ora e mezzo dopo, guidata dai radar la Force 27 mosse all'attacco di un altro piccolo convoglio, composto da due dragamine, uno Sperrbrecher e una nave da carico di medie dimensioni: le navi tedesche furono cannoneggiate per un'ora, con un dragamine colato a picco e le altre tre costrette a incagliarsi sulla costa in preda alle fiamme. Davis continuò a pattugliare le acque tra Penmarch e Île-d'Yeu nella notte tra il 15 e il 16 agosto, ma non trovò altri bersagli da attaccare e nel pomeriggio del 16 agosto fece rotta per Plymouth.
La Force 26 di Norris salpò da Plymouth la mattina del 16 agosto con il Bellona e i cacciatorpediniere Tartar e Ashanti per andare a pattugliare le acque comprese tra l'estuario della Gironda e l'Île-d'Yeu; quel pomeriggio salpò anche una seconda formazione, la Force 30, diretta invece a ispezionare le acque tra le Isole Glénan e Belle Île con i cacciatorpediniere Błyskawica e HMS Albrighton. Questo colpo degli Alleati andò tuttavia a vuoto e le due formazioni non avvistarono navi nemiche da ingaggiare, mentre la Force 30 dovette subire un cannoneggiamento a lunga distanza delle batterie tedesche appostate sull'isola di Groix; la Force 30 rientrò a Plymouth il pomeriggio del 18 agosto, seguita dalla Force 26 il giorno dopo. Parimenti senza esito fu la sortita della Force 28 del capitano E.G.A. Clifford, salpata alla mezzanotte del 19 agosto con il Diadem e i cacciatorpediniere Onslow e Piorun: furono compiute esplorazioni nelle acque davanti l'Île-d'Yeu, Saint-Gilles-Croix-de-Vie, Les Sables-d'Olonne e Saint-Jean-de-Luz, ma a parte qualche peschereccio francese fermato per interrogarne gli equipaggi non furono ottenuti contatti con altre navi. Più volte cannoneggiate dalla distanza dalle batterie costiere tedesche, le navi di Clifford rientrarono a Plymouth nel pomeriggio del 22 agosto.

### Operazione Assault

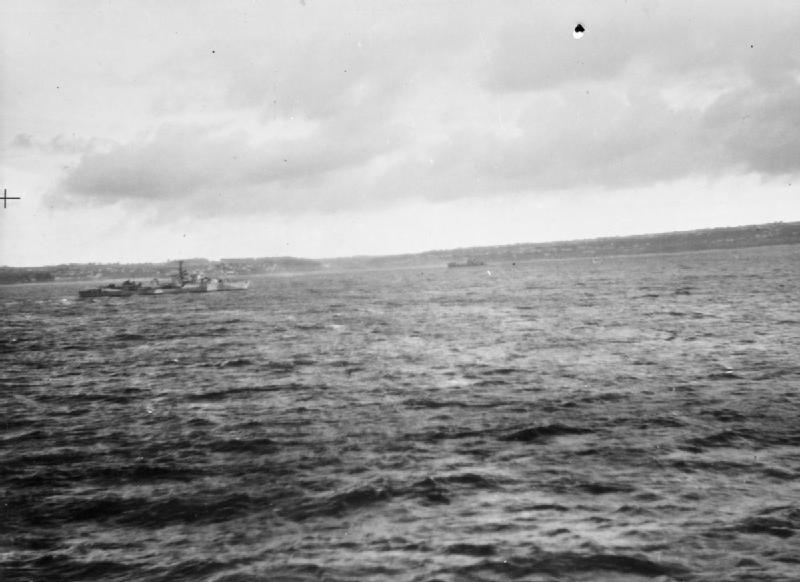
Dopo la battaglia della baia di Audierne del 23 agosto, il cacciatorpediniere Iroquois (sulla sinistra) si appresta a dare il colpo di grazia a un bastimento tedesco incagliato lungo la costa

Il 15 agosto 1944 le forze degli Alleati lanciarono una massiccia invasione anfibia delle coste meridionali francesi affacciate sul mar Mediterraneo (operazione Dragoon); l'azione rese intenibili le posizioni tedesche nel sud-ovest della Francia, e il 16 agosto l'alto comando tedesco ordinò la ritirata generale verso est di tutte le unità della Wehrmacht schierate sulle coste del Golfo di Biscaglia, fatto salvo per le truppe necessarie a difendere i porti qualificati come "fortezze". L'evacuazione di quasi 100000 truppe tedesche fu ben presto rilevata dalle intercettazioni di Ultra, e il Comando di Plymouth si preparò quindi a rilanciare le incursioni contro il traffico navale tedesco sotto il nuovo nome in codice di "operazione Assault". 
La Force 27 di Davis fu di nuovo la prima a entrare in azione, lasciando Plymouth nel pomeriggio del 20 agosto con il Mauritius e i cacciatorpediniere Ursa e Iroquois. Dapprima Davis ispezionò le acque a sud di Arcachon ma senza trovare bersagli da attaccare, dopo di che ricevette l'ordine dal Comando di Plymouth di dirigere a nord verso Point Penmarc'h per intercettare dei bastimenti tedeschi segnalati in fuga da Brest; nelle prime ore del 23 agosto, quindi, la Force 27 penetrò nella baia di Audierne tra Brest e Lorient e localizzò sui suoi radar vari convogli tedeschi diretti verso sud. Guidate dai radar, le unità anglo-canadesi diedero una caccia spietata alle navi nemiche fino a dopo le prime luci dell'alba, vanamente contrastate dall'artiglieria tedesca che sparava dalla costa: furono colate a picco o costrette a spiaggiarsi in preda alle fiamme tre mercantili, tre Sperrbrecher, due dragamine e sette pescherecci armati, con lo Ursa che abbordò alcuni dei relitti catturando carte nautiche e documenti oltre a 12 prigionieri tedeschi. Conclusa l'azione, Davis fece quindi rotta per Plymouth dove arrivò la mattina del 24 agosto.
Nel frattempo, il 22 agosto anche la Force 26 di Norris aveva lasciato Plymouth con il Bellona e il cacciatorpediniere Haida, venendo poi raggiunta in mare anche dal cacciatorpediniere Błyskawica: la formazione ispezionò in lungo e in largo le coste del Golfo di Biscaglia spostandosi tra l'Île-d'Yeu, l'estuario della Gironda e la baia di Audierne, ma non trovò nemici da attaccare e tornò alla base a mani vuote il 25 agosto. La Force 28 di Clifford salpò nella tarda mattina del 24 agosto con il Diadem e i cacciatorpediniere Ursa e Piorun, pattugliando nei giorni seguenti le acque dell'Île-d'Yeu e dell'estuario della Gironda di notte e di Belle Île e di Arcachon di giorno: non furono trovati bersagli da attaccare, e l'unico risultato della sortita fu di verificare che i tedeschi avevano sgomberato le cittadine di Quimper e Concarneau sulla costa bretone; le navi di Cliford tornarono a Plymouth la mattina del 27 agosto. Migliori risultati furono ottenuti dalle forze aeree: cacciabombardieri Beaufighter canadesi e britannici attaccarono il porto di Le Verdon-sur-Mer il 24 agosto, affondando il cacciatorpediniere tedesco Z24 e la torpediniera T24, mentre una serie di devastanti incursioni dei bombardieri britannici e statunitensi sul porto di Brest mandarono a picco sei navi di grosso tonnellaggio e nove bastimenti più piccoli.

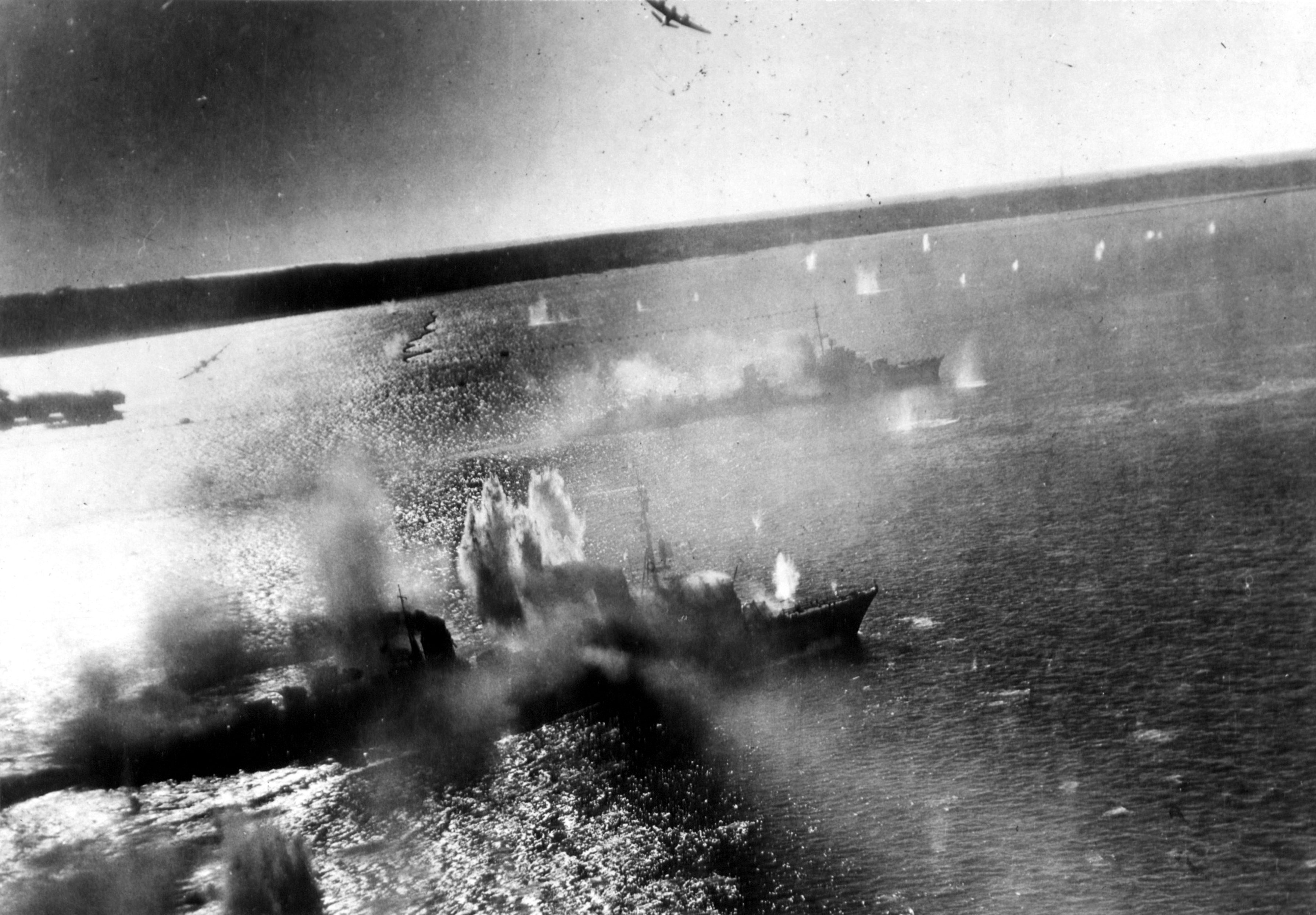
La torpediniera tedesca T24 (in primo piano) e il cacciatorpediniere Z24 mitragliati dagli aerei alleati il 24 agosto

La disfatta della baia di Audierne aveva ormai spinto i tedeschi a rinunciare a inviare altri convogli, e le successive sortite delle forze del Comando di Plymouth furono avare di risultati. La Force 27 di Davis ispezionò a partire dal 25 agosto le acque tra Arcachon e la Gironda con il Mauritius e i cacciatorpediniere Iroquois e HMS Kelvin, senza trovare niente da attaccare; direttasi verso l'Île-d'Yeu nel pomeriggio del 26 agosto, la formazione scoprì che l'isola era stata evacuata dai tedeschi e lo Iroquois vi sbarcò un piccolo distaccamento che fu accolto dalla locale popolazione francese in festa. Dopo un'altra inutile ispezione della baia di Audierne, la Force 27 rientrò a Plymouth nel pomeriggio del 29 agosto. La Force 26 salpò il 27 agosto con il Bellona e i cacciatorpediniere Tartar e Ashanti per ispezionare prima la parte meridionale del Golfo di Biscaglia e poi la baia di Audierne, ma rientrò il 30 agosto senza aver trovato traccia del nemico; il 31 agosto fu la volta della Force 28 di salpare da Plymouth con il Diadem e i cacciatorpediniere Tartar e Ashanti, raggiunti poi in mare dal Kelvin: a Les Sables-d'Olonne, sgombrata dal nemico, furono presi a bordo quattro tedeschi caduti prigionieri della Resistenza francese, ma a parte qualche cannonata sparata dalle batterie costiere tedesche ancora attive su Belle Île la sortita si rivelò sterile di eventi e le navi rientrarono alla base il 3 settembre.
Per quella data l'importanza della cattura dei porti della Francia occidentale era ormai scemata nelle priorità degli Alleati: l'occupazione dei porti francesi della costa del Mediterraneo aveva consentito di migliorare la situazione logistica delle forze alleate, mentre il 4 settembre il grande porto di Anversa in Belgio era stato catturato intatto dai reparti britannici. Il 7 settembre il piano di allestire un porto artificiale nella baia di Quiberon fu cancellato; la conquista di Brest fu portata avanti dai reparti statunitensi fino alla capitolazione della città il 19 settembre, ma già il 9 settembre l'alto comando alleato decise di non tentare l'occupazione delle restanti "fortezze" tedesche sul Golfo di Biscaglia (Lorient, Saint-Nazaire, La Rochelle e Bordeaux): bloccate in un assedio dalle forze alleate, le guarnigioni tedesche capitolarono solo dopo la fine della seconda guerra mondiale in Europa nel maggio 1945. La Force 26 portò a termine un ultimo pattugliamento del Golfo di Biscaglia a partire dal 12 settembre, impiegando il Bellona e i cacciatorpediniere Haida e HMS Urania, ma le navi furono richiamate a Plymouth il 16 settembre senza aver fatto registrare scontri con il nemico.

## Conseguenze
L'operazione Kinetic e il suo prolungamento dell'operazione Assault portarono alla completa distruzione delle forze navali tedesche rimaste nel Golfo di Biscaglia. Il 16 agosto l'alto comando della Kriegsmarine ordinò a tutti gli U-Boot rimasti nelle basi del golfo e ancora capaci di prendere il mare di salpare e dirigere verso la Norvegia circumnavigando le isole britanniche; furono inviati alcuni battelli in direzione del canale della Manica e del canale di Bristol per richiamare l'attenzione dei gruppi anti-sommergibili alleati e favorire la ritirata del resto degli U-Boot, ma gli Alleati godevano ormai di una superiorità aerea e navale schiacciante e la manovra fu duramente contrastata: nel corso del solo agosto 1944 furono dodici gli U-Boot colati a picco in varie azioni nelle acque del Golfo di Biscaglia, di cui quattro caduti vittima di navi di superficie, tre di attacchi aerei, tre di attacchi combinati di navi e aerei e due affondati da mine. Furono 31 gli U-Boot che riuscirono infine a raggiungere le basi in Norvegia, mentre altri sei dovettero essere abbandonati nelle basi francesi perché incapaci di prendere il mare.
A partire dal 27 agosto le attività navali tedesche nelle acque del Golfo di Biscaglia erano ormai cessate quasi del tutto: il naviglio superstite fu in buona parte autoaffondato dagli stessi tedeschi per bloccare i porti rimasti in loro possesso e negarne l'uso agli Alleati. In totale, la Kriegsmarine perse nelle acque del golfo undici grosse navi da trasporto (30 secondo altra fonte) oltre a un cacciatorpediniere, una torpediniera e 53 piccole navi scorta come dragamine e pescherecci armati.